# Волошновка
Волошновка (укр. Волошнівка) — село,
Волошновский сельский совет,
Роменский район,
Сумская область,
Украина.
Код КОАТУУ — 5924183801. Население по переписи 2001 года составляло 728 человек.
Является административным центром Волошновского сельского совета, в который не входят другие населённые пункты.

## Географическое положение
Село Волошновка находится на берегу речки Галинка, которая через 8 км впадает в реку Сула.
На расстоянии в 1 км расположено село Ярошовка.

## История
- Село Волошновка известно с конца XVIII века.
- Вблизи села Волошновка обнаружен курганный могильник скифских времен (VI—III вв. до н. э.).

## Известные люди
- Николай Алексеевич Максимейко — историк права, член-корреспондент АН Украины, родился в селе Волошновка.